# Un regard 9 Live
Un regard 9 Live là tựa đề của hai đĩa CD và DVD từ chuyến lưu diễn cùng tên diễn ra trong hai năm 2005-2006 của nữ ca sĩ Lara Fabian, hỗ trợ cho album phòng thu phát hành năm 2005 có tựa đề 9. Đĩa CD và DVD được phát hành riêng và phát hành cùng nhau trong một phiên bản box set giới hạn. Cả hai đĩa đều được ghi hình trực tiếp vào ngày 29 tháng 3 năm 2006 tại nhà hát Zenith ở Paris, Pháp. CD gồm 15 màn biểu diễn trực tiếp và một bài hát mới, "Aime," được ghi âm tại một phòng thu tại Montreal, Quebec. Bài hát này được ghi âm bằng cả tiếng Anh và tiếng Pháp, tuy nhiên hiện chỉ có phiên bản tiếng Pháp được phát hành chính thức. Bài hát được thể hiện trực tiếp lần đầu trong một số buổi hòa nhạc tại Bỉ như một món quà cho những người hâm mộ mang quốc tịch Bỉ của nữ ca sĩ, tuy nhiên do lượng phản hồi hào hứng của khán giả quá lớn, nên Fabian thấy rằng cô nên ghi âm bài hát và đưa vào một sản phẩm sắp phát hành.
Toàn bộ buổi hòa nhạc trực tiếp giới thiệu những bài hát từ album phòng thu mới nhất của Fabian, 9, cũng như các bài hát cũ; tất cả đều được thể hiện theo phong cách acoustic. Một số ca khúc như "Tout" được cải biên lại để phù hợp với phong cách âm thanh mới và chủ đề của chương trình. Khoảnh khắc nổi bật trong  buổi hòa nhạc việc Fabian thể hiện sự kính trọng tới thần tượng Barbra Streisand của cô, với các ca khúc "Papa Can You Hear Me" và "A Piece Of Sky", hai bài hát từ bộ phim Yentl công chiếu năm 1983 của Streisand. Cả hai bài hát này đều đã được Fabian trình diễn trước đó theo kiểu một hỗn hợp vào năm 1997, trong một buổi hòa nhạc tại Québec vào thời điểm Pure được phát hành. Đĩa DVD có chứa một số bài hát không được phát hành trong CD, như "Je t'aime" và hai ca khúc tiếng Anh từ hai album tiếng Anh của nữ ca sĩ, "Broken Vow" và "I Guess I Loved You". Theo Fabian, hai bài hát này có giá trị trên phương diện thị giác hơn là chỉ nghe trên một bản ghi âm. DVD  cũng bao gồm màn trình diễn gần 10 phút của ca khúc "Humana", một bài hát trong album phát hành năm 1997 Pure. "Humana" có thời lượng dài hơn dự kiến do sự hào hứng của khán giả trong buổi hòa nhạc.

## Danh sách bài hát của CD
- Nguồn từ Discogs.[2]

| Thứ tự | Tựa đề                              | Sáng tác                                      | Thời lượng |
| ------ | ----------------------------------- | --------------------------------------------- | ---------- |
| 1.     | "Aime" - ghi âm phòng thu           | Lara Fabian, Jérémy Jouniaux                  | 04:00      |
| 2.     | "Les Homéricains"                   | Lara Fabian, Jean-Félix Lalanne               | 03:30      |
| 3.     | "J'y crois encore"                  | Lara Fabian, Rick Allison                     | 04:52      |
| 4.     | "Il ne manquait que toi "           | Lara Fabian, Jean-Félix Lalanne               | 04:29      |
| 5.     | "Tu es mon autre"                   | Lara Fabian, Rick Allison                     | 03:52      |
| 6.     | "Si tu n'as pas d'amour"            | Jean-Félix Lalanne                            | 03:40      |
| 7.     | "Silence"                           | Lara Fabian, Rick Allison                     | 03:01      |
| 8.     | "Un Ave Maria"                      | Lara Fabian, Jean-Félix Lalanne               | 03:59      |
| 9.     | "Immortelle"                        | Lara Fabian, Rick Allison                     | 03:05      |
| 10.    | "Tout"                              | Lara Fabian, Rick Allison                     | 03:49      |
| 11.    | "Le Tour du Monde"                  | Lara Fabian, Jean-Félix Lalanne               | 03:18      |
| 12.    | "L'homme qui n'avait pas de maison" | Lara Fabian, Jean-Félix Lalanne               | 03:47      |
| 13.    | "La Lettre"                         | Lara Fabian, Jean-Félix Lalanne               | 05:58      |
| 14.    | "Papa, Can You Hear Me?"            | Alan Bergman, Marilyn Bergman, Michel Legrand | 03:08      |
| 15.    | "A Piece of Sky"                    | Alan Bergman, Marilyn Bergman, Michel Legrand | 04:07      |
| 16.    | "Je me souviens"                    | Lara Fabian, Jérémy Jouniaux                  | 03:52      |

## Danh sách bài hát của DVD
- Nguồn từ Discogs.[3]

| STT | Nhan đề                             | Thời lượng |
| --- | ----------------------------------- | ---------- |
| 1.  | "Je t'aime"                         | 3:06       |
| 2.  | "Les Homéricains"                   | 4:18       |
| 3.  | "J’y crois encore"                  | 5:34       |
| 4.  | "Il ne manquait que toi"            | 4:28       |
| 5.  | "Tu es mon autre"                   | 3:43       |
| 6.  | "Si tu n’as pas d’amour"            | 3:33       |
| 7.  | "Silence"                           | 4:00       |
| 8.  | "Speranza"                          | 3:37       |
| 9.  | "I Guess I Loved You"               | 3:40       |
| 10. | "Broken Vow"                        | 6:28       |
| 11. | "Humana"                            | 10:35      |
| 12. | "Un Ave Maria"                      | 3:58       |
| 13. | "Immortelle"                        | 5:29       |
| 14. | "Bambina"                           | 5:06       |
| 15. | "Tout"                              | 3:49       |
| 16. | "Le Tour du Monde"                  | 3:17       |
| 17. | "L'homme qui n'avait pas de maison" | 3:49       |
| 18. | "La Lettre"                         | 6:07       |
| 19. | "Papa, Can You Hear Me?"            | 4:10       |
| 20. | "A Piece Of Sky"                    | 4:08       |
| 21. | "Je me souviens"                    | 3:34       |

| Bài hát thêm | Bài hát thêm                                       | Bài hát thêm |
| STT          | Nhan đề                                            | Thời lượng   |
| ------------ | -------------------------------------------------- | ------------ |
| 1.           | "Aime" (karaoke)                                   | 3:59         |
| 2.           | "L'homme qui n'avait pas de maison" (karaoke)      | 3:44         |
| 3.           | "Le journal de Lara"                               | 44:12        |
| 4.           | "La donna che vorrei" (hợp tác với Gigi D'Alessio) | 5:39         |

## Xếp hạng
| Bảng xếp hạng (2006–07)             | Vị trí cao nhất |
| ----------------------------------- | --------------- |
| Album Bỉ (Ultratop Wallonie)        | 3               |
| DVD âm nhạc Bỉ (Ultratop Wallonia)  | 1               |
| Album Pháp (SNEP)                   | 7               |
| Album Thụy Sĩ (Schweizer Hitparade) | 41              |

| Bảng xếp hạng (2006)                  | Vị trí |
| ------------------------------------- | ------ |
| Bỉ (Ultratop Wallonia)                | 61     |
| Bỉ Belgian Albums (Ultratop Wallonia) | 5      |
| DVD Âm nhạc Bỉ (Ultratop Wallonia)    | 8      |
| Pháp (SNEP)                           | 160    |
| Bảng xếp hạng (2007)                  | Vị trí |
| Bỉ Belgian Albums (Ultratop Wallonia) | 23     |
| DVD Âm nhạc Bỉ (Ultratop Wallonia)    | 23     |